# Die Löwin und ihr Jäger
Die Löwin und ihr Jäger (Originaltitel: Les granges brûlées) ist ein französisch-italienisches Filmdrama von Jean Chapot aus dem Jahr 1973 mit Alain Delon und Simone Signoret in den Hauptrollen. Die Filmmusik komponierte Jean-Michel Jarre.

## Handlung
In der verschneiten Gebirgswelt des französischen Jura nahe der Stadt Pontarlier wird die Leiche einer ermordeten Frau gefunden. Das einzige Gehöft in der Nähe wird von der energischen Rose wie von einer Patriarchin beherrscht.
Hierher kommt Untersuchungsrichter Larcher höchstpersönlich, um den stockenden Ermittlungen auf die Sprünge zu helfen. Zwischen ihm und Rose, die ihre Familie mit allen Mitteln schützen will, entbrennt ein erbitterter Kampf um die Wahrheit.

## Kritiken
„Bei den Ermittlungen in einem Mordfall in abgelegener Alpengegend entwickelt sich die Begegnung des Untersuchungsrichters mit einer Bäuerin, die ihre verdächtigte Familie verteidigt, zu einem Gesinnungsduell zwischen zwei unbeugsamen, um Wahrheit und Gerechtigkeit ringenden Persönlichkeiten. Überdurchschnittliche Unterhaltung mit großartigen Charakterzeichnungen und eindringlicher Darstellung.“

## Produktionsnotizen
Der Ton stammte von Daniel Brisseau. Jean-Pierre Cracolici und Marie-Louise Gillet zeichneten als Maskenbildner verantwortlich. Das Szenenbild schuf Pierre Guffroy. Die Ausstattung stammt von Louis Boussaroque und die Requisite von Maurice Terrasse. Die Kostüme lieferten Suzy Berton, Yvette Bonnay und Andree Demarez. Produktionsleiterin war Suzanne Wiesenfeld. Drehorte des Films lagen im Département Doubs in Frankreich.

## Soundtrack
- Jean-Michel Jarre: Les granges brûlées Soundtrack 2003 auf CD erschienen beim Label Disques Dreyfus unter der Nummer FDM 36254-2.

## Veröffentlichung
Der Kriminalfilm feierte am 30. Mai 1973 in Frankreich Premiere. In den Kinos der Bundesrepublik Deutschland war er erstmals am 1. März 1974 zu sehen, am 8. November desselben Jahres unter dem Titel Ein Alibi für Mitternacht auch in den Kinos der DDR.